# Jay Blumler
Jay Blumler (18. února 1924 New York – 2021) byl americký teoretik komunikace a médií. Byl emeritním profesorem veřejné komunikace na University of Leeds a také emeritním profesorem žurnalistiky na University of Maryland, který svůj raný akademický život strávil převážně ve Velké Británii. Spolu s Elihu Katzem se podílel na teorii užití a uspokojení.
Vystudoval politologii na Antioch College a doktorandem se stal od roku 1947 na London School of Economics. Vyučoval na Ruskin College v Oxfordu a poté od roku 1963 působil v Leedsu jako vědecký pracovník Granada Television Research Fellow.

## Dílo
- Television in Politics: Its Uses and Influences (1968), spoluautor Denis McQuail
- The Uses of Mass Communications: Current Perspectives on Gratifications Research (1974), editor Elihu Katz
- The Challenge of Election Broadcasting. Report of an Enquiry by the Centre for Television Research, University of Leeds (1978) with Michael Gurevitch a Julian Ives
- La télévision fait-elle l'élection?: Une analyse comparative, France, Grande-Bretagne, Belgique (1978) with Alison Ewbank and Claude Geerts
- Communicating to Voters: Television in the First European Parliamentary Elections (1983) editor with Anthony D. Fox
- Research on the Range and Quality of Broadcasting Services. A Report for the Committee on Financing the BBC.(HMSO 1986) with T. J. Nossiter, Malcolm Brynin
- Wired Cities: Shaping the Future of Communications (1987) editor withWilliam H. Dutton and Kenneth L. Kramer
- Broadcasting Finance in Transition: A Comparative Handbook (1991) editor with T. J. Nossiter
- The Formation of Campaign Agendas: A Comparative Analysis of Party and Media Roles in Recent American and British Elections (1991) with Michael Gurevitch, Holli A Semetko, David H. Weaver
- Comparatively Speaking: Communication and Culture across Space and Time (1992) editor with Jack M. McLeod, Karl Erik Rosengren
- Television and the Public Interest: Vulnerable Values in Western European Broadcasting (1992) – editor
- The Crisis of Public Communication (1995) s Michael Gurevitch